# Afrika Film Festival Köln
Das Afrika Film Festival Köln wurde 1992 von Christa Aretz und Karl Rössel  von der „FilmInitiativ Köln e.V.“ gegründet.
Seit Anfang der 1990er Jahre liegt der Schwerpunkt der Arbeit von FilmInitiativ auf der umfassenden Präsentation des zeitgenössischen afrikanischen Kinos. Seit 1992 präsentiert FilmInitiativ unter dem Titel „Out of Europe“ ein afrikanisches Filmfestival in Köln. Zunächst in unregelmäßigen Abständen veranstaltet, fand das Festival von 1996 bis 2016 alle zwei Jahre statt. Seit 2016 wurde der Titel „Out of Europe“ fallen gelassen und der neue Titel des Festivals lautet: „Afrika Film Festival Köln“.
Damals, Anfang der 1990er Jahre waren in Deutschland kaum Filme von Regisseuren aus Afrika zu sehen oder auch nur recherchierbar.
Seit 2018 ist Sebastian Fischer Geschäftsführer und künstlerischer Leiter des Afrika Film Festivals Köln und des Trägervereins FilmInitiativ Köln e. V.
Das „Afrika Film Festival Köln“ ist Mitglied der Arbeitsgemeinschaft der Filmfestivals in Deutschland.

## Veranstalter
Veranstaltet wird das Filmfest von „FilmInitiativ Köln e.V.“.

## Filmdatenbank
FilmInitiativ stellt seit 2012 Informationen zu ihren Festivalveranstaltungen, Filmen und Gästen über eine eigene Filmdatenbank kostenlos zur Verfügung.

### Auszeichnung
- Der Kölner Kulturrat würdigte am 1. Juli 2019 das Afrika Film Festival mit einer Auszeichnung als Kulturereignis des Jahres. Die Jury des Kölner Kulturrats sagte, das Festival habe sich „sich zur umfassendsten Präsentation des aktuellen afrikanischen Filmschaffens in Deutschland entwickelt“.[6][7]
- 2023 wurde das Festival mit dem European Enterprise Award als Bestes Afrikanisches Film Festival in Europa ausgezeichnet.